# ドイツ特許商標庁
ドイツ特許商標庁（ドイツとっきょしょうひょうちょう、Deutsches Patent- und Markenamt、略称：DPMA）は、ドイツ連邦共和国において産業財産権を所管する行政機関である。

## 概要
多くの国おいては特許庁は産業を所管する行政機関の下部に置かれることが多いが、ドイツ特許商標庁は連邦司法省の下部機関である。
本部をミュンヘンに置き、ベルリンとイェーナに支庁を有する。職員は約2,800名。
1877年5月25日に帝国特許庁（Kaiserliches Patentamt）として設立。同年7月1日にベルリンで業務を開始した。1919年には国家特許庁（Reichspatentamt）に改称。第二次世界大戦後は、1948年10月にベルリンとダルムシュタットで暫定的に受付を開始。1949年10月にドイツ特許庁がミュンヘンに置かれた。1990年には東ドイツの特許庁と統合され、1998年9月にベルリン支庁の大半がイェーナに移転。同年11月には名称が現在のドイツ特許商標庁に改められた。